# Црнилиште
Црнилиште (мкд. Црнилиште) је насеље у Северној Македонији, у средишњем делу државе. Црнилиште припада општини Дољнени.

## Географија
Насеље Црнилиште је смештено у средишњем делу Северне Македоније. Од најближег већег града, Прилепа, насеље је удаљено 32 km северозападно.
Рељеф: Црнилиште се налази у крајње северном делу Пелагоније, највеће висоравни Северне Македоније. Насељски атар је у средишњем делу равничарски, без већих водотока. Западно од насеља издиже се планина Даутица, а источно планина Бабуна. Надморска висина насеља је приближно 650 метара.
Клима у насељу је континентална.

## Становништво
По попису становништва из 2002. године, Црнилиште је имало 1.765 становника.
Претежно становништво у насељу су Албанци (97%). У селу живе још и етнички Македонци (2%) и Турци (1%).
Већинска вероисповест у насељу је ислам, а мањинска православље.

## Познате личности
- Езџан Алиоски, македонски фудбалер